# Liv Schulman
Pour les articles homonymes, voir Schulman.
Liv Schulman, née en 1985 en Argentine, est une artiste contemporaine argentine. Elle vit et travaille à Paris.

## Biographie
Liv Schulman passe son enfance à Buenos Aires. En 2010, elle est diplômée de l'École Nationale Supérieure d’arts de Paris-Cergy. Elle poursuit ses études à la Goldsmiths University of London, qu'elle complète par un post-diplôme à Buenos Aires. En 2015, elle suit le post-diplôme Art de l'École nationale supérieure des beaux-arts de Lyon. En 2019, elle devient enseignante à la Haute École des arts du Rhin. En 2021, elle est professeure invitée dans l'atelier de Julien Prévieux aux Beaux-Arts de Paris.
Elle filme des fictions dans lesquels ses personnages profèrent des discours absurdes sur l'économie libérale, la philosophie, les théories marxistes ou capitalistes, l'histoire de l'art.
Control est une série télévisée qui comporte trois saisons. Chaque épisode de la série est un monologue d'un détective qui philosophie sur le monde qui l'entoure. La dernière saison est réalisée à Rennes, dans le cadre de la biennale Les Ateliers de Rennes.
En 2019, elle présente le goubernement à la Villa Vassilieff, à Paris. Il s'agit d'un film en six épisodes qui raconte une histoire de l’art féministe entre 1910 et 1980. Pour cela, elle met en scène les œuvres et le destin d'artistes effacées, lesbiennes, transgenres, ou au corps meurtri qui ont vécu à Paris. Elle propose une histoire de l’art engagée et anti patriarcale. Elle s'appuie sur des textes de femmes du fonds Marc Vaux, déposée à la Bibliothèque Kandinsky, au Centre Pompidou. Elle rassemble textes ou récits de Marie Vassilieff, Esther Carp, Maria Blanchard, Carol Rama, Claude Cahun, Marcel Moore, Marcelle Cahn, Pan Yuliang, Elsa von Freytag-Lorighoven, Shirley Goldfarb, Germaine Richier, Suzanne Duchamp, Valentine Prax, Jenny-Laure Garcin, Karin Van Leyden, Leonora Carrington, France Hamelin, Lorenza Böttner, Louise Hervieu, Léa Lublin, Chana Orloff, Juana Muller, Toyen, Dora Maar, Remedios Varo.

## Prix et distinctions
- Prix de la Fondation d'entreprise Ricard, 2018[7]
- bourse ADAGP - Villa Vassilieff, 2018

## Expositions
- Control a Tv Show Season I, Galería Corazon, La Plata, Argentine, 2011
- Control Season II, Big Sur Gallery, Buenos Aires, 2015
- Control Season III, Les Ateliers de Rennes, 2016[5]
- The Night Shift, Zoo Gallery, Nantes, 2017
- The Obstruction, SixtyEight Art Institute, Copenhague, 2017
- Los accidentes Laborales, PIEDRAS Gallery, Buenos Aires, 2018
- Le goubernement, Villa Vassilieff, Paris